# Затон (Шибеник)
Затон је насељено мјесто у Далмацији. Припада граду Шибенику, у Шибенско-книнској жупанији, Република Хрватска.

## Географија
Затон се налази око 9 км сјеверозападно од Шибеника. Смјештено је на ивици истоименог залива у каналу гдје се Прукљанско језеро повезује са шибенским заливом.

## Становништво
Према попису становништва из 2011. године, насеље Затон је имало 978 становника.
| Демографија | Демографија | Демографија |
| Година      | Становника  | Становника  |
| ----------- | ----------- | ----------- |
| 1971.       | 1.254       |             |
| 1981.       | 1.084       |             |
| 1991.       | 1.197       |             |
| 2001.       | 1.098       |             |
| 2011.       |             | 978         |

## Попис 1991.
На попису становништва 1991. године, насељено место Затон је имало 1.197 становника, следећег националног састава:
| Попис 1991.‍   | Попис 1991.‍  | Попис 1991.‍ | Попис 1991.‍ | Попис 1991.‍ |
| ------------- | ------------ | ----------- | ----------- | ----------- |
|               |              |             |             |             |
| Хрвати        | Хрвати       |             | 1.167       | 97,49%      |
| Југословени   | Југословени  |             | 5           | 0,41%       |
| Срби          | Срби         |             | 3           | 0,25%       |
| Мађари        | Мађари       |             | 2           | 0,16%       |
| Македонци     | Македонци    |             | 1           | 0,08%       |
| Словенци      | Словенци     |             | 1           | 0,08%       |
| остали        | остали       |             | 5           | 0,41%       |
| неопредељени  | неопредељени |             | 4           | 0,33%       |
| регион. опр.  | регион. опр. |             | 1           | 0,08%       |
| непознато     | непознато    |             | 8           | 0,66%       |
| укупно: 1.197 |              |             |             |             |